# 民主左翼 (希腊)
民主左翼（希臘語：Δημοκρατική Αριστερά - ΔΗΜ.ΑΡ.，Dimokratiki Aristera - DIMAR） 是希腊的一个已不存在的民主社会主义政党。

## 简介
2010年，希腊债务危机爆发后，激进左翼联盟中的部分支持财政紧缩计划的成员离开了该党，组建民主左翼，后泛希腊社会主义运动中部分党员退党加入。
2012年5月希腊议会选举中，民主左翼取得了6.11%的支持率，成功进入议会，取得了19个席位，成为议会第七大党。
2012年6月希腊议会选举中，民主左翼获得17席，超越希腊共产党成为议会第六大党，并与第一大党新民主黨与泛希腊社会主义运动达成协议，由新民主黨组建少數政府，泛希社運和民主左翼在阁外支持，部分為他們同意的無黨派人士。但2013年民主左翼因不满新民主党将国营电视台私有化而不再支持政府，并在2014年的总统选举中对政府所提名的人选投了反对票，促使国会解散。
2015年1月希腊议会选举中，民主左翼僅获得0.49%的得票率（30047票），並因此失去所有的议会席位。
2022年6月，该党解散。